# Tittutgräs
Tittutgräs (Crypsis schoenoides) är en gräsart som först beskrevs av Carl von Linné, och fick sitt nu gällande namn av Jean-Baptiste de Lamarck. Enligt Catalogue of Life ingår Tittutgräs i släktet kurragömmagrässläktet och familjen gräs, men enligt Dyntaxa är tillhörigheten istället släktet kurragömmagrässläktet och familjen gräs. Arten förekommer tillfälligt i Sverige, men reproducerar sig inte. Inga underarter finns listade i Catalogue of Life.